# Turmhügel Weingartsgreuth
Der Turmhügel Weingartsgreuth ist eine abgegangene mittelalterliche Höhenburg vom Typus einer Turmhügelburg (Motte) auf 325 m ü. NHN in der Waldabteilung Kappelschlag etwa 570 Meter östlich des Schlosses von Weingartsgreuth, einem Gemeindeteil des Marktes Wachenroth im mittelfränkischen Landkreis Erlangen-Höchstadt in Bayern. Von der ehemaligen Mottenanlage ist noch der Turmhügel erhalten. Wie die Anlage im Verhältnis zum späteren Schloss Weingartsgreuth steht, ist unklar.
Um den Hügel befindet sich ein Wall, der im Süden niedriger erhalten ist und dort wohl auch den Graben weitestgehend verschwemmt hat.
Auf dem Turmhügel stand später die 1504 erstmals bezeugte Julianakapelle, die für die Waldflur namensgebend wurde. Spätestens zu diesem Zeitpunkt muss der Turm daher abgegangen gewesen sein. Die Kapelle wurde während des Dreißigjährigen Krieges ruinös und konnte 1707 nochmals instand gesetzt werden. 1820 wurde sie schließlich abgebrochen.
Der Bereich der Anlage wird unter der Beschreibung "Befestigungsanlage des Mittelalters" vom Bayerischen Landesamt für Denkmalpflege als Bodendenkmal unter der Nummer D-5-6230-0012 geführt.